# سایوز تی۷
سایوز-تی۷ (به روسی: Союз )(به معنای اتحاد) سومین مأموریت سرنشین دار سازمان فضایی شوروی به سمت ایستگاه فضایی سالیوت۷ و یکی از ماموریت های بازدید از خدمه سایوز تی۵ در ایستگاه سالیوت۷ بود. سایوز تی۷ اولین پرواز فضانورد زن روسی بعد از ۲۰ سال از ماموریت های وسخود محسوب می شود.

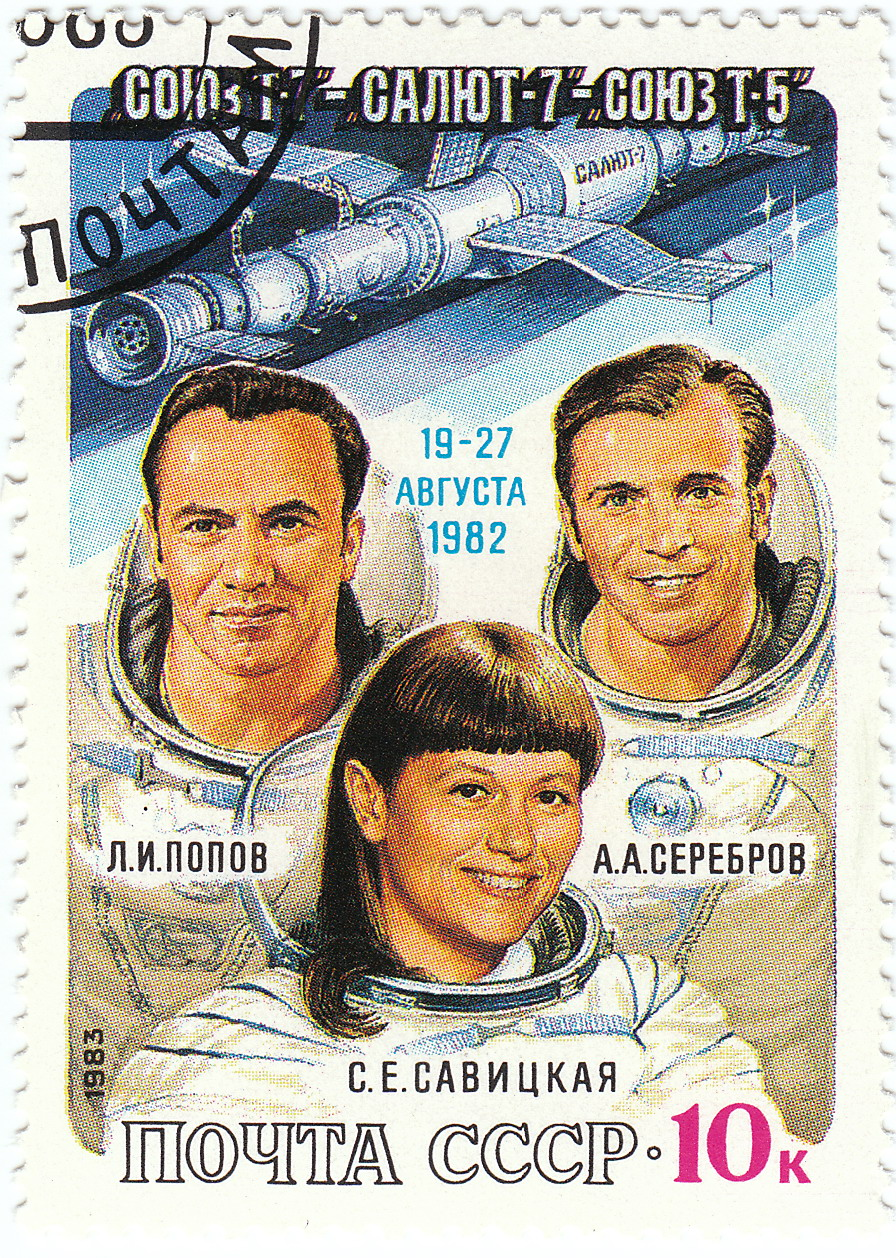
تصویر فضانوردان سایوز تی۷ روی تمبر

## خدمه مأموریت
| شماره | نام                | ملیت               | تعداد پرواز | نقش عملیاتی | تصویر |
| ۱     | لئونید پوپوف       | اتحاد جماهیر شوروی | ۳           | فرمانده     |       |
| ۲     | الکساندر سربروف    | اتحاد جماهیر شوروی | ۱           | مهندس پرواز |       |
| ۳     | سوتلانا ساویتسکایا | اتحاد جماهیر شوروی | ۱           | محقق فضایی  |       |